# Tendenza
Tendenza (en italiano, tendencia) fue un grupo arquitectónico italiano de estilo neorracionalista surgido en los años 1970, en paralelo al grupo estadounidense Five Architects. Estaba compuesto fundamentalmente por Aldo Rossi, Giuseppe Samonà, Giorgio Grassi, Massimo Scolari, Ezio Bonfanti y Carlo Aymonino.
En oposición a la arquitectura pop y high-tech, el grupo Tendenza pretendía continuar con la tradición racionalista de la arquitectura italiana anterior a la Segunda Guerra Mundial. Ideológicamente se nutrieron de la teoría funcionalista de Aldo Rossi, expuesta en La arquitectura de la ciudad (1966), donde defendía el retorno a la tradición clasicista y el diseño arquitectónico basado en principios lógicos. Así, para los miembros del grupo, la arquitectura debe dirigir el crecimiento urbanístico de las ciudades, desligada de cualquier otra disciplina en una autonomía específica que depure la arquitectura de dependencias extraarquitectónicas. En esta nueva relación de la arquitectura con la ciudad los usos colectivos de la morfología urbana definirán las nuevas tipologías arquitectónicas a seguir. 

El progreso no es novedad y cambio, o por lo menos no los presupone necesariamente; progreso es, en todo caso, clarificación, paso de lo complicado a lo sencillo. En la arquitectura significa simplicidad, unidad, simetría y proporciones justas, claridad tipológica, homogeneidad entre planta y alzado, y negación del desorden, aunque éste se justifique como reproducción simbólica de la crisis de una cultura.
Massimo Scolari